# Tarakeswar
Tarakeswar är en ort i Indien.   Den ligger i distriktet Hugli och delstaten Västbengalen, i den östra delen av landet, 1 300 km sydost om huvudstaden New Delhi. Tarakeswar ligger 14 meter över havet och antalet invånare är 30 475.
Terrängen runt Tarakeswar är mycket platt. Runt Tarakeswar är det mycket tätbefolkat, med 1 517 invånare per kvadratkilometer. Tarakeswar är det största samhället i trakten. Trakten runt Tarakeswar består till största delen av jordbruksmark.